# Currie Cup 1969
La Currie Cup de 1969 fue la trigésimo primera edición del principal torneo de rugby provincial de Sudáfrica.
El campeón fue el equipo de Northern Transvaal quienes obtuvieron su cuarto campeonato.

## Participantes

### Fase Final
| Equipo             | Título            |
| ------------------ | ----------------- |
| Northern Transvaal | Ganador Sección A |
| Western Province   | Ganador Sección B |
| Boland             | Ganador Sección C |

### Semifinal
| 1969 | Western Province | 13 - 11 | Boland |  |  |

### Final
| 1969 | Northern Transvaal | 28 - 13 | Western Province | Pretoria, |  |

### Campeón
| Bandera de Sudáfrica       |
| Campeón Northern Transvaal |
| Cuarto título              |